# St. Adalbert (Breslau)

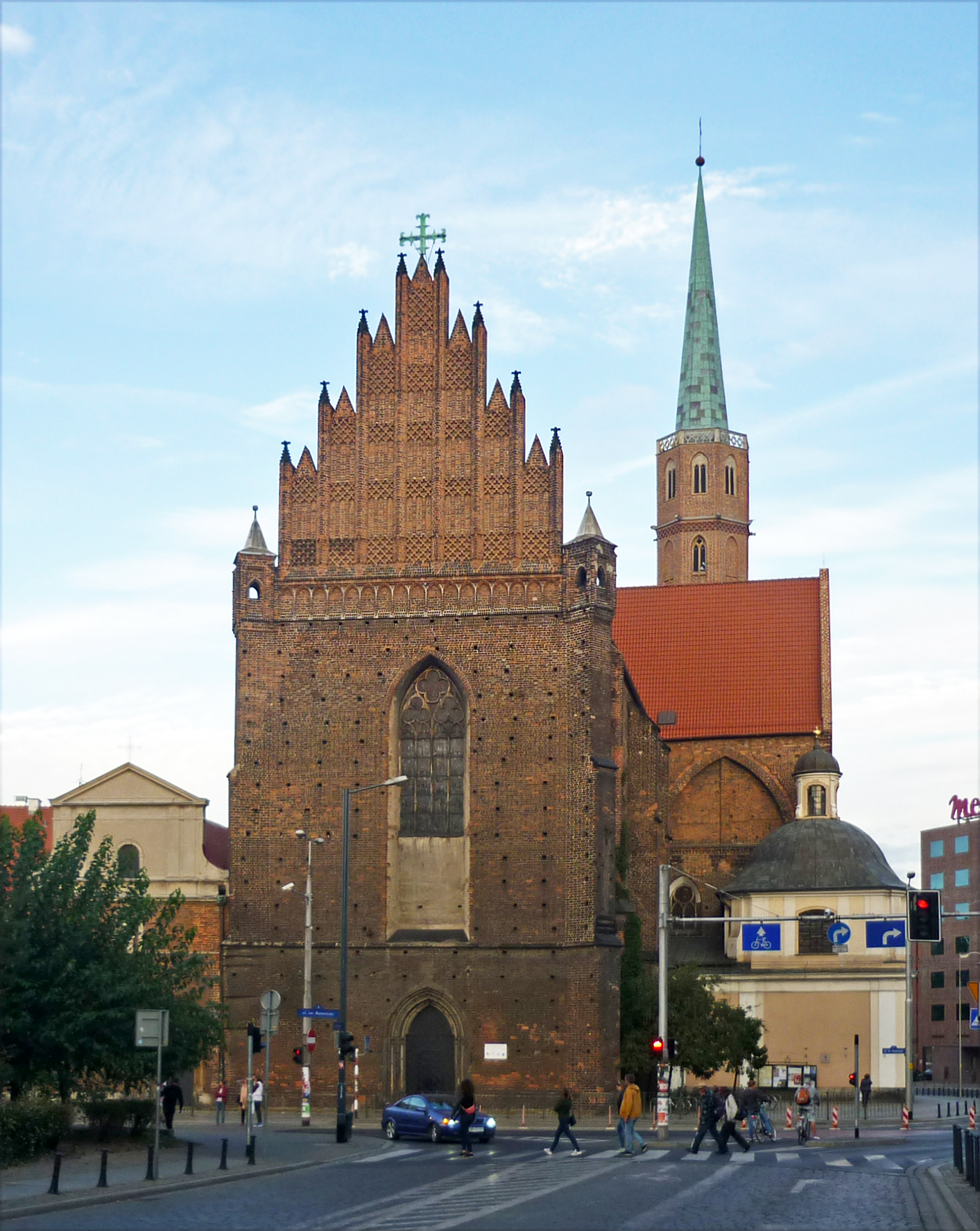
Westportal der Adalbertkirche

Die Kirche St. Adalbert (polnisch Kościół św. Wojciecha), früher auch St. Albert genannt, ist ein gotisches Gotteshaus in der östlichen Altstadt von Breslau. Sie befindet sich am heutigen Plac Dominikański (deutsch Dominikanerplatz). Ihr Patron ist der heilige Adalbert von Prag.

## Geschichte

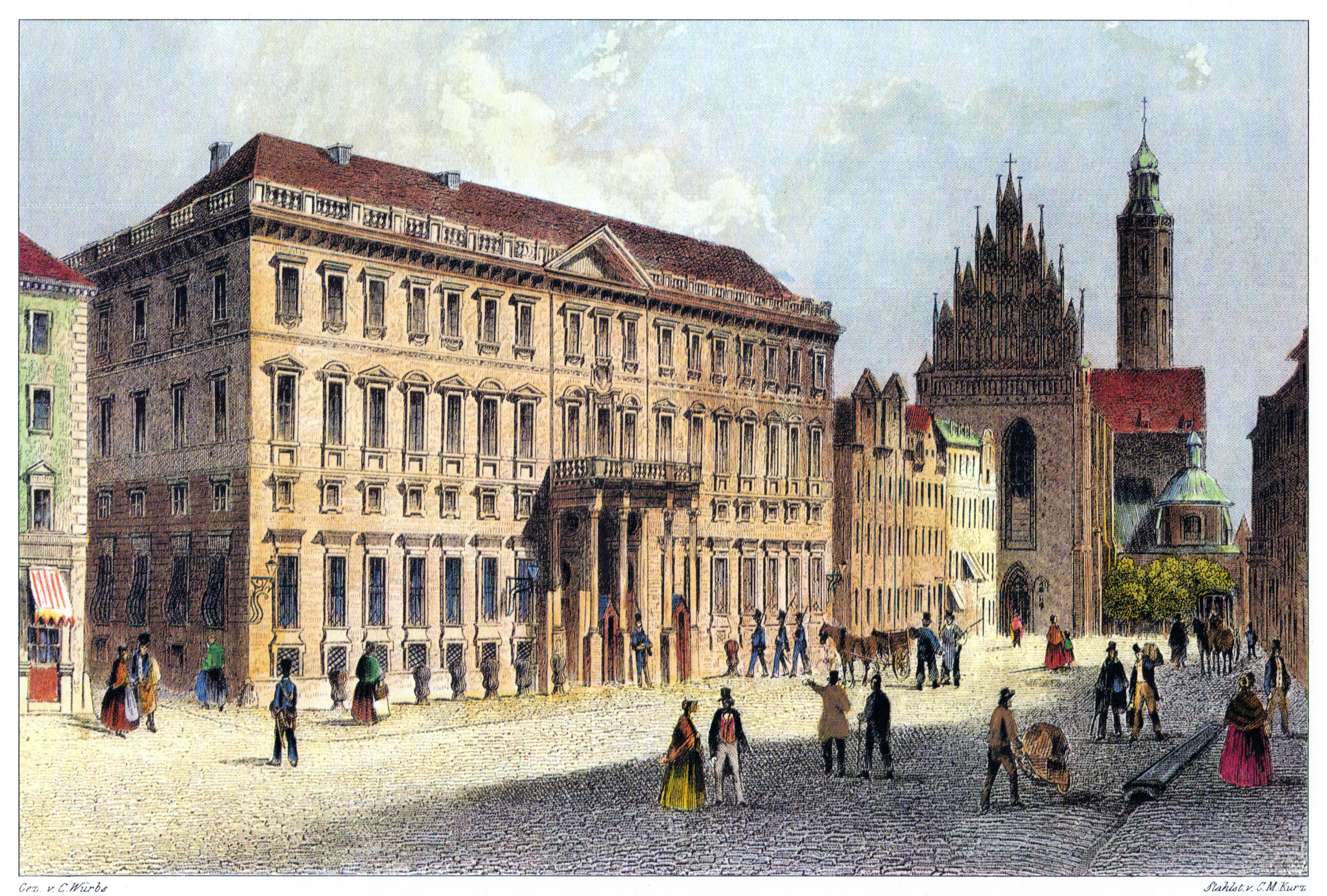
Adalbertkirche um 1840 (im Hintergrund), Ansicht von Westen;
im Vordergrund der Hatzfeldpalast
Stahlstich von C. M. Kurz nach einer Zeichnung von Carl Würbs

Die St.-Adalbert-Kirche zählt zu den ältesten Sakralbauten der Stadt. Überliefert ist, dass Bischof Siroslaus, der von 1112 bis 1120 Bischof von Breslau war, sie weihte. Diesen Vorgängerbau zerstörten die Mongolen im Jahr 1244. Bis zum Jahr 1250 wurden große Teile wieder aufgebaut, von denen noch einige erhalten sind. Der Hochchor wurde nach 1300 hinzugebaut. Nach dem vollständigen Wiederaufbau und der Komplettierung der Innenausstattung weihte Bischof Nanker (1326–1341) das Kirchengebäude wieder ein.
Im Jahr 1359 wurde der Turm angebaut, bis 1487 erfolgte ein umfassender Ausbau des Gotteshauses: Die Mauern wurden erhöht und das Hauptschiff verlängert. 1501 wurde die Kapelle des Hl. Veit angebaut, die 1667 durch die St.-Josefs-Kapelle ersetzt wurde.
Von 1711 bis 1718 wurde eine weitere Kapelle im Barockstil angebaut, in der die Gebeine des Seligen Ceslaus in einem Alabastersarg aufbewahrt werden. 1810 kam es zur Säkularisation der Kirche und der Klosteranlage. Das Kloster wurde daraufhin als Depot genutzt und um 1900 abgebrochen, die St.-Josefs-Kapelle diente bis 1912 als Lagerraum. Die St.-Adalbert-Kirche ist seit 1818 eine Pfarrkirche.
Im Zweiten Weltkrieg wurde die Kirche schwer beschädigt. Die Stadt und die Kirchengemeinde bauten sie zwischen 1952 und 1955 unter Leitung von George Rzepecki in einer ersten Phase wieder auf. In den 1980er Jahren erhielt die Kirche neue Buntglasfenster nach Entwürfen der Künstlerin Maria Teresa Reklewska ausgeführt, und 1981/1982 wurde dem Turm ein neuer Spitzhelm aufgesetzt.
2001 eröffnete neben der Kirche das Einkaufszentrum Galeria Dominikańska. Reste der Klosteranlage wurden hierbei freigelegt.

## Architektur
Das zwischen 1250 und 1270 neu errichtete Kirchengebäude ist ein Bauwerk im Stil der Backsteingotik mit einem Hauptschiff und einem Querschiff. Der angebaute Kirchturm befindet sich auf der Südostseite des Gebäudes und erhielt seine erste Gestalt als schlanker runder Turm mit einer kleinen Haube, 1359 vollendet. Die um vorgenommene Erhöhung der Mauern auf rund sieben Meter ist im Inneren noch zu sehen. Die Westfassade ist ein mit Keramik geschmückter Staffelgiebel mit zwei kleinen Ecktürmchen und einer Spitze, auf der ein Kreuz thront. Die bauliche Ausführung des Giebels samt Spitze diente als Modell für weitere Gotteshäuser in Breslau, beispielsweise die Kirche Corpus Christi.
Das Dach des Gebäudes samt Turm, im Zweiten Weltkrieg schwer beschädigt, wurden beim Wiederaufbau in Formen der Renaissance gestaltet. Der Helm mit einem sechseckigen Grundriss ist mit Kupferplatten gedeckt. Darauf befindet sich eine Turmkugel, die von einem modern gestalteten Kreuz bekrönt wird.

## Ausstattung

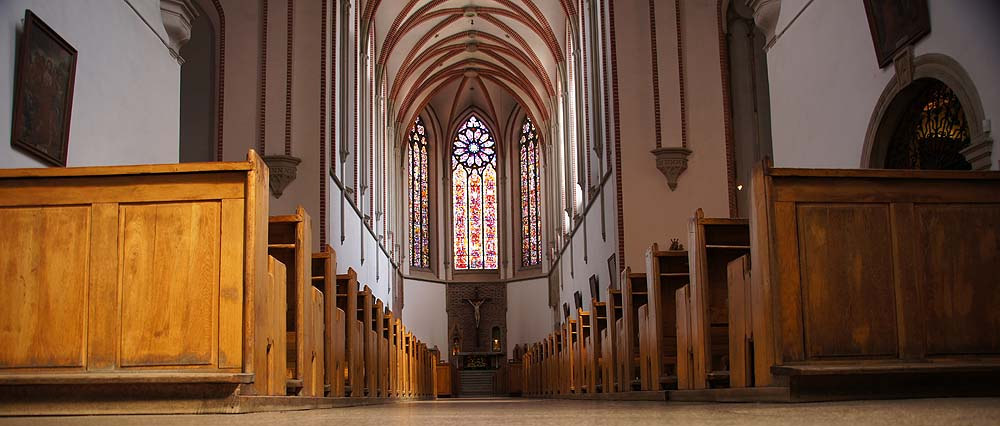
Blick zur Altarseite der Kirche

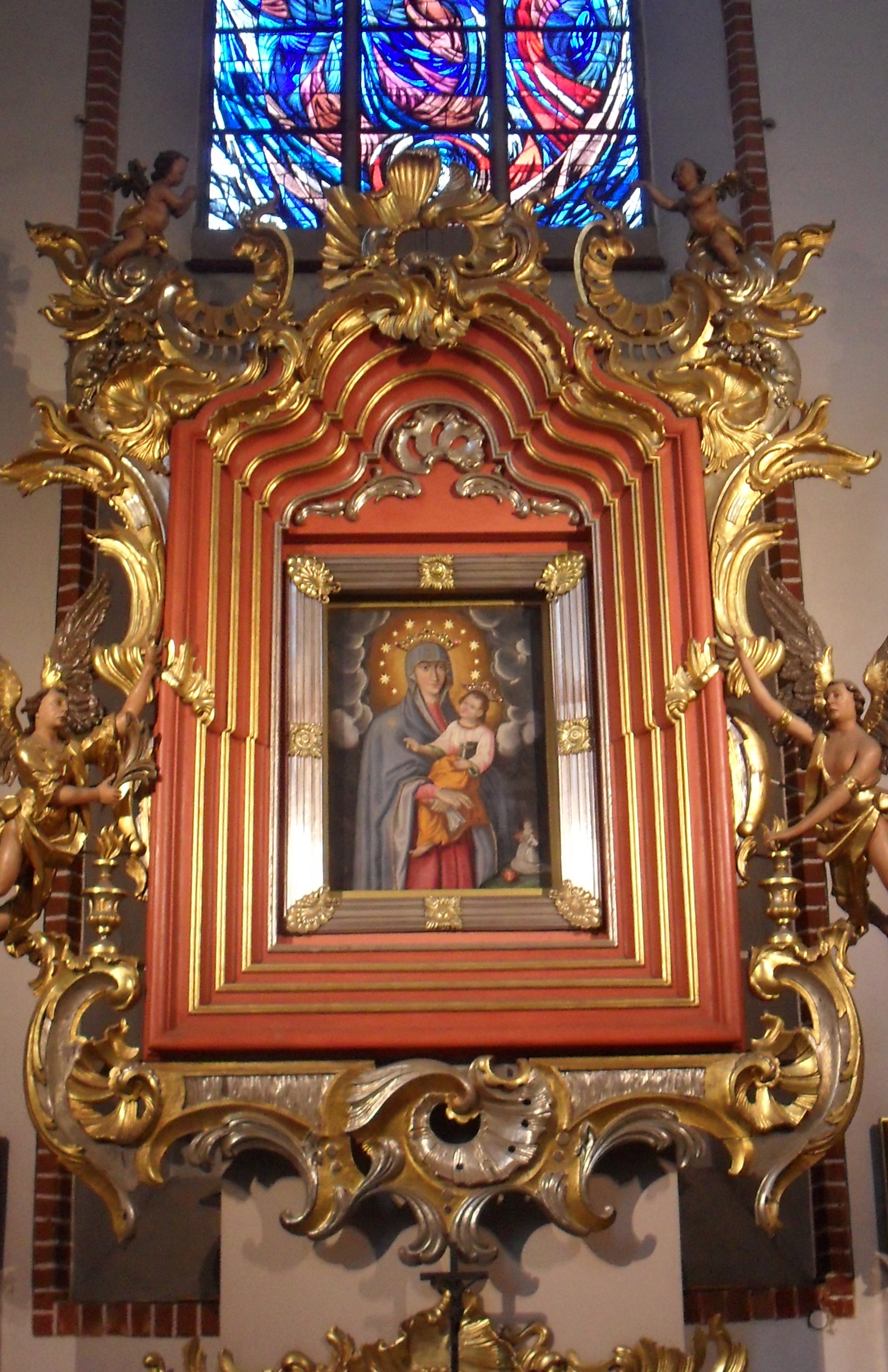
Maria mit dem Kinde in Pidkamin

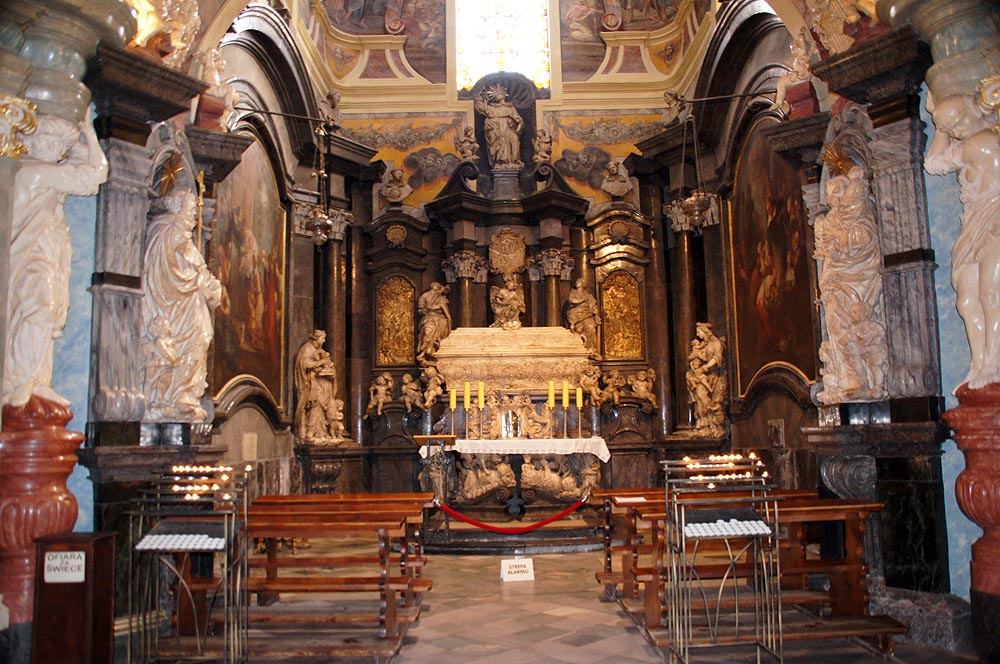
Ceslaus-Kapelle

Das Langschiff erhielt beim Wiederaufbau im 20. Jahrhundert ein neues polygonal-geschlossenes Presbyterium. Ein hölzernes Kruzifix wurde vor einer Backsteinwand platziert. Davor befinden sich der schlichte Altar und je vier Altarkerzen.
Im Querschiff, auf der Nordseite, befindet sich seit 1959 die Kapelle der Muttergottes mit einem Gemälde, das aus dem ehemaligen Dominikanerkloster in Pidkamin (seit 1945 in der Ukraine) stammt.
Auf der Westempore ist eine Orgel mit schmucklosem Orgelprospekt angeordnet.

## Ceslauskapelle
Die Ceslauskapelle an der südlichen Seite der Kirche wurde zwischen 1711 und 1718 erbaut. Die Innenausschmückung zog sich bis 1730 hin. Die figürliche Ausschmückung dieser Kapelle schufen der aus Franken stammende Georg Leonhard Weber (ca. 1675 bis 1732), der in Schweidnitz ein  Bildhaueratelier betrieb, und der in Brünn geborene Franz Joseph Mangoldt (1695–1761). Die Bilder und einige Fresken, die Bischöfe von Breslau zeigen, gestalteten die Maler Johann Franz de Backer, Hofmaler des Breslauer Fürstbischofs, und Johann Jacob Eybelwieser. Weiterhin stellen die Fresken das Leben des seligen Ceslaus dar sowie dessen Aufnahme in den Himmel.